# Musée Hendrik-Christian-Andersen
Le musée Hendrik-Christian-Andersen (en italien : Museo Hendrik Christian Andersen) est un musée de Rome, en Italie, situé 20 Via Pasquale Stanislao Mancini, dédié à l’œuvre du sculpteur et urbaniste Hendrik Christian Andersen (1872-1940). Il est installé dans la Villa Helene, résidence de l’artiste, conçue dès son origine pour conserver ses œuvres et son projet visionnaire de Centre mondial de communication.

## Un musée unique dédié à une cité idéale
Le Musée Hendrik Christian Andersen est un lieu singulier, entièrement consacré à l’utopie artistique et urbanistique de son fondateur. Il restitue l’atmosphère d’un atelier-musée tel qu’imaginé par l’artiste de son vivant.
Au rez-de-chaussée, deux vastes galeries exposent une impressionnante collection de sculptures monumentales. Dans un foisonnement d’œuvres, de grands nus allégoriques célèbrent la vie, l’amour et le triomphe de l’intelligence sur la force. Certaines figures brandissent triomphalement des nourrissons, d’autres s’étreignent, dansent ou exultent dans des compositions empreintes d’un académisme exacerbé.
Le premier étage est consacré aux archives et projets de l’artiste. On y trouve les plans originaux du Centre mondial de communication, accrochés aux murs comme ils l’étaient du vivant d’Andersen. Une bibliothèque anglophone abrite des ouvrages sur l’art, l’urbanisme et la philosophie, tandis que des vitrines exposent des dessins, maquettes et documents liés à son grand projet de cité idéale.
L’ensemble du musée témoigne de l’ambition de son créateur : créer un espace où l’art et l’urbanisme fusionnent pour bâtir une société idéale. Loin d’être un simple lieu d’exposition, le musée Andersen est une immersion dans le rêve monumental d’un sculpteur visionnaire, qui voulait voir naître une capitale mondiale dédiée au progrès humain.

## Création et legs à l’État italien
Dans les années 1920, Hendrik Christian Andersen fait construire une villa de style néo-Renaissance, qu’il baptise « Villa Helene » en hommage à sa mère. Pensée comme un musée personnel, cette maison-atelier expose ses sculptures, peintures et les plans du Centre mondial de communication.
En 1937, Andersen exprime son souhait que sa demeure devienne, après sa mort, un musée public. Par testament, il lègue la villa et ses collections à l’État italien, sous condition que celui-ci transforme le lieu en musée.
Le décret officialisant ce legs est signé en 1942 par le roi Victor-Emmanuel III et le président du Conseil Benito Mussolini. Toutefois, la Seconde Guerre mondiale et l’indifférence des autorités retardent l’ouverture du musée.

## Abandon et redécouverte de la Villa Helene
Pendant plusieurs décennies, la villa reste inexploitée. Un fonctionnaire du ministère de la Culture italien y installe son appartement de fonction et fait bâcher les sculptures, tandis que les archives sont stockées sans inventaire.
Dans les années 1980, des voix s’élèvent contre l’idée d’un musée dédié à Andersen, considéré comme un artiste mineur. L’historienne de l’art Elena di Majo découvre la villa en 1983 et prend conscience de son importance historique et artistique. Pendant treize ans, elle plaide pour sa conservation et obtient, en 1996, un financement via la loterie nationale italienne. Après un chantier de restauration de trois ans, le Musée Hendrik Christian Andersen ouvre enfin au public le 19 décembre 1999, soit près de 60 ans après la mort de l’artiste. Depuis 2015, le musée fait partie du pôle muséal du Latium.

## Collections
Le musée conserve l’intégralité de l’œuvre d’Andersen :
- Plus de 200 sculptures, principalement en plâtre et bronze, dont une trentaine de grande taille.
- Plus de 300 œuvres graphiques, incluant des dessins, peintures et plans de sa cité idéale.
- Les archives personnelles de l’artiste, comprenant des photographies, lettres, coupures de presse et journaux intimes.
- La bibliothèque anglophone d’Andersen, contenant des ouvrages sur l’art, l’urbanisme et la philosophie.

Les collections révèlent l’ampleur du projet utopique d’Andersen et mettent en lumière son idée d’une ville idéale, précurseur de l’urbanisme moderne.

## Héritage et reconnaissance tardive
Dans les années 1990, les travaux d’Elena di Majo permettent la restauration de la Villa Helene, devenue aujourd’hui le Musée Hendrik Christian Andersen. C'est ensuite avec la publication de La Capitale de l’Humanité de Jean-Baptiste Malet que l’importance du projet est remise en lumière. En dévoilant des documents inédits sur le Centre mondial de communication et son influence sur plusieurs projets d’urbanisme du XXe siècle, La Capitale de l’Humanité a permis de réévaluer l’héritage d’Andersen, longtemps relégué à l’oubli, et d’inscrire son œuvre dans l’histoire des grandes utopies architecturales.

## Source de la traduction
- (it) Cet article est partiellement ou en totalité issu de l’article de Wikipédia en italien intitulé « Museo Hendrik Christian Andersen » (voir la liste des auteurs).